# Municipio de El Arenal (Jalisco)
El municipio de El Arenal es uno de los ciento veinticinco municipios en los que se divide el estado mexicano de Jalisco, se encuentra en la región Valles del estado de Jalisco. Según el censo de 2020, tiene un total de 21,115 habitantes. Su cabecera y localidad más poblada es El Arenal.

## Toponimia
Su nombre se deriva de las condiciones del terreno del primer asentamiento, ya que había gran cantidad de arena en el valle.

## Escudo
El escudo se divide en cuatro cuarteles. En la parte superior se aprecian unos montículos de arena, material que por su abundancia en el primer asentamiento que ocupó el poblado, dio nombre a esta población. Se encuentra también una planta de agave, cuyo cultivo ha alcanzado importantes proporciones. En las secciones inferiores se observan las figuras de una milpa y un ejemplar bovino que representan las principales actividades económicas del municipio. En la parte superior central, coronando al escudo, aparece la leyenda: “Patria, Lealtad y Trabajo”, que son los principios y valores que rigen a los oriundos de este municipio.
El escudo de armas fue aprobado en sesión de Cabildo del 30 de mayo de 1992, habiendo resultado ganador del concurso al que convocó el Ayuntamiento para la elaboración del blasón con motivo de la conmemoración del 69 aniversario de la constitución del municipio. El diseño elegido fue presentado a concurso por Ana Elda Rosas Jiménez.

## Historia
Sus primitivos pobladores fueron nahoas. Poco antes de la llegada de los conquistadores, los purépechas hallaron la región en su fallido intento de apoderarse de las salinas en las playas
Es un estado extraño. 
Los fundadores de El Arenal fueron: Familias Ruiz, Castañeda, Ocampo, Ibarra, Rosales, y Sánchez, Donato Ruiz, Miguel Rosales Armas, Enrique Rosales Sánchez y su hermano Emiliano; Manuel Ruiz y Andrés Ibarra.
Su nombre se deriva de las condiciones del terreno del primer asentamiento, ya que había gran cantidad de arena en el valle.
Hasta 1922, El Arenal fue delegación del municipio de Amatitán. Por decreto número 2270, publicado el 5 de junio de 1923, la comisaría de El Arenal se erigió en municipalidad.
En 1925 se construyó la plaza de armas, habiéndose realizado la apertura de las calles y el inicio de la construcción del templo.
En 1938, por decreto número 4421, el municipio de El Arenal amplía sus grandes asentamientos.

## Geografía física

### Ubicación
El municipio de El Arenal se localiza en la región Valles del estado de Jalisco. Sus municipios colindantes son Amatitán, Tala y Zapopan. Tiene una extensión territorial de 137.47 kilómetros cuadrados.
Limita con los municipios de Amatitán al norte y al oeste, al sur con Tala y al este colinda con Zapopan.

## Medio físico
El 62.2% del municipio tiene terrenos planos y la roca predominante es la extrusiva ácida (26.3%) se trata de rocas ígneas de origen volcánico vertido a la superficie a través de fisuras o volcanes. El suelo predominante es feozem (41.1%), se presenta en cualquier tipo de relieve y clima, excepto en regiones tropicales o lluviosas o zonas muy desérticas. La agricultura (58.4%) es el uso de suelo dominante en el municipio.

### Hidrografía
Los tipos de recursos hídricos del municipio están constituidos por aguas subterráneas, ríos y lagos. El territorio está ubicado dentro de 2 acuíferos de los cuales el 99.4% no tienen disponibilidad y el 0.6% se encuentra con disponibilidad de agua subterránea.
El territorio municipal está dentro de las cuencas Presa Santa Rosa, Río Salado de las cuales el 100.0% tienen disponibilidad y el 0% presentan déficit de disponibilidad de agua superficial.
Perteneciente a la cuenca Lerma-Chapala-Santiago y a la subcuenca de los ríos Santiago-Cuisillos-Juchipila; sus principales corrientes son los ríos Salado y Arenal y los arroyos Las Tortugas, Arenal, Agua Dulce y la Laguna Colorada.

### Clima, temperatura y precipitación
La mayor parte del municipio de El Arenal (92.9%) tiene clima semicálido semihúmedo. La temperatura media anual es de 21.0 °C, mientras que sus máximas y mínimas promedio oscilan entre 32.8 °C y 8.4 °C respectivamente. La precipitación media anual es de 998 mm con régimen de lluvias en los meses de junio y julio. Los vientos dominantes son en dirección noroeste. El promedio anual de días con heladas es de 13.

## Áreas naturales protegidas
El Arenal alberga 1 área natural protegida con una superficie de 372.34 hectáreas (ha) lo que representa el 2.7% de todo el territorio municipal. Además, se cuenta con 0.2% de humedales. El ANP lleva por nombre La Barranca del Río Santiago.

## Sequía
A nivel municipal la sequía extrema es la que tiene una mayor distribución con un 40.5%, seguido por severa, moderada y excepcional con el 28, 16 y 8 por ciento respectivamente.

## Flora y fauna
Los cerros están cubiertos de encino y vegetación baja espinosa. Las lomas y laderas se cubren con huizache, nopal, granjeno, uña de gato y algunos árboles frutales.
La fauna está representada por especies como venado, ardilla, conejo, reptiles y otras especies menores.

### Recursos naturales
La riqueza natural con que cuenta el municipio está representada por 900 hectáreas de bosque.
Sus recursos minerales son yacimientos de elementos no metálicos: cal, cantera, arena, grava, arcilla, caolín, diatamita, cuarzo y feldespato.

## Demografía y localidades
Según el Censo de Población y Vivienda 2020, su población en ese año era de 21,115 personas; de las cuales el 49 por ciento eran hombres y 51 por ciento mujeres. Comparando este volumen poblacional con el del año 2015 (19,900 habitantes), se observa que la población municipal aumentó un 6.11 por ciento en cinco años.

### Localidades
En 2020 El Arenal contaba con 40 localidades, de éstas, 8 eran de dos viviendas y 10 de una. La localidad de El Arenal era la más poblada, con 12,438 personas, que representaban el 58.9% de la población del municipio; le seguía La Cima [Fraccionamiento] con el 14.1%, Santa Cruz del Astillero con el 10.9%, Huaxtla con el 9.4% y Colonia Cuisillos (Huaxtla de Orendain) con el 2% del total municipal.
| Código INEGI      | Localidad                | Población (2020) |
| ----------------- | ------------------------ | ---------------- |
| 140090001         | El Arenal                | 12 438           |
| 140090080         | La Cima                  | 2 981            |
| 140090006         | Santa Cruz del Astillero | 2 293            |
| 140090003         | Huaxtla                  | 1 985            |
| Otras localidades | Otras localidades        | 1 418            |
| Total municipal   | Total municipal          | 21 115           |

## Migración
El índice de intensidad migratoria se ubicó en 63.36 con un grado de intensidad migratoria Bajo.

## Pobreza por carencia social
Respecto a las carencias sociales en 2020, destaca que el indicador de carencia por acceso a la seguridad social es el acceso a la seguridad social, con un 50.5 por ciento, que en términos absolutos representa 10,408 habitantes. En contraste, el que menos proporción de población presentó fue el de acceso a los servicios básicos en la vivienda, con el 2.5 por ciento. Otros indicadores como rezago educativo, acceso a los servicios de salud, acceso a la alimentación y acceso a servicios básicos de la vivienda representaron el 15, 25, 11 y 2 por ciento respectivamente. 

## Infraestructura
El municipio cuenta con 16 servicios públicos, de los cuales destacan 20 escuelas, seguido de 12 instalaciones deportivas o recreación y templos con 10.

### Salud
De acuerdo con los registros de la secretaría de salud, en el municipio se encuentran 9 unidades de servicio de salud como lo son consultorios, hospitales generales y especializados, oficinas administrativas, farmacias, laboratorios, unidades de medicina familiar, de especialidades médicas y móviles. De las cuales 6 corresponden a la Secretaría de Salud (SSJ), 1 unidad de salud es del Instituto Mexicano del Seguro Social (IMSS) y 1 módulo del Instituto de Seguridad y Servicios Sociales para los Trabajadores del Estado (ISSSTE).

### Carretera
El transporte terrestre puede efectuarse a través de la carretera México-Guadalajara-Nogales. Cuenta con una red de caminos rurales y de terracería en las localidades. El municipio se encuentra integrado a la red ferroviaria estatal, mediante la línea Guadalajara-Nogales-Mexicali del Sistema Ferrocarril del Pacífico (empresa recientemente privatizada).
Cuenta con el servicio de línea directa de camiones, así como con autobuses de paso.

## Economía y empleo
Conforme a la información del Directorio Estadístico Nacional de Unidades Económicas (DENUE) de INEGI, el municipio de El Arenal cuenta con 868 unidades económicas al mes de mayo de 2024 y su distribución por sectores revela un predominio de establecimientos dedicados a Comercio, siendo estos el 41.47% del total en el municipio.

### Empleos
Para junio de 2024 el IMSS reportó un total de 3,431 trabajadores asegurados, lo que representó para el municipio de El Arenal una disminución anual de 54 trabajadores en comparación con el mismo mes de 2023, debido a la baja del registro de empleo formal de algunos de sus grupos económicos principalmente el de Construcción de edificaciones y de obras de ingeniería civil. En función de los registros del IMSS el grupo económico que más empleos presentó dentro del municipio de El Arenal fue el de Fabricación de alimentos, ya que en junio de 2024 registró un total de 967 trabajadores concentrando el 28.18% del total de asegurados en el municipio. El segundo grupo económico con más trabajadores asegurados fue el de Compraventa de artículos para el hogar, que para junio de 2024 registró 931 trabajadores asegurados que representan el 27.13% del total de trabajadores asegurados a dicha fecha. El tercer grupo con mayor número de registros ante el IMSS es el de elaboración de bebidas con el 13%.

## Índice de desarrollo municipal (IDM)
El Arenal obtiene un desarrollo institucional Muy Alto con un IDM-I de 70.

## Promedio mensual de carpetas de investigación
Durante el periodo de junio 2023 a mayo de 2024, se abrieron un total de 289 carpetas de investigación con un promedio mensual de 24 carpetas abiertas en donde el delito con mayor investigación fue le de robo a vehículo automotor.

## Gobierno
Su forma de gobierno es democrática y depende del gobierno estatal y federal; se realizan elecciones cada tres años, cuando se elige al presidente municipal y su cabildo.

### Presidentes municipales
| Presidente municipal           | Período               | Partido político | Notas                              |
| Rosendo Ponce Lara             | 01-01-1983–31-12-1985 | PRI              |                                    |
| Lorenzo López Hermosillo       | 01-01-1986–31-12-1988 | PRI              |                                    |
| Carlos Rosales Torres          | 1989–1992             | PRI              |                                    |
| Lourdes Vizcaíno González      | 1992–1995             | PRI              |                                    |
| Rubén Rosales Jiménez          | 1995–1997             | PAN              |                                    |
| Ricardo Sandoval González      | 01-01-1998–31-12-2000 | PRI              |                                    |
| Rigoberto Ocampo Vázquez       | 01-01-2001–31-12-2003 | PAN              |                                    |
| Rodrigo González Flores        | 01-01-2004–31-12-2006 | PRI              |                                    |
| Joaquín González Lara          | 01-01-2007–31-12-2009 | PAN              |                                    |
| Alejandro Romero Serna         | 01-01-2010–30-09-2012 | PAN              |                                    |
| Alejandro Ocampo Aldana        | 01-10-2012–30-09-2015 | PRI PVEM         | Coalición "Compromiso por Jalisco" |
| Joaquín González Lara          | 01-10-2015–30-09-2018 | PAN              |                                    |
| Jorge Abel Hermosillo Pulido   | 01-10-2018–30-09-2021 | MC               |                                    |
| Jorge Martín Camarena Baltazar | 01-10-2021–           | Hagamos          |                                    |